# 梅吉翁
61°03′N 76°06′E / 61.050°N 76.100°E
梅吉翁（俄语：Мегио́н）是俄羅斯漢特-曼西自治區東部的一個城市，位於鄂畢河畔。距漢特-曼西斯克以東380公里、秋明東北760公里。面積50.51平方公里。2002年人口46,566人。
1810年首見於文獻。1961年發現石油，1980年7月23日建市。